# فاتري ساخي
فاتري ساخي (مواليد 9 يوليو 1989) لاعب كرة قدم فرنسي-جزائري يلعب كمهاجم.

## روابط خارجية
فاتري ساخي على موقع قاعدة بيانات كرة القدم.إي يو (الإنجليزية)